# Human Rights Measurement Initiative
A Human Rights Measurement Initiative é um projeto organizado pela Motu Economic and Public Policy Research em Wellington, na Nova Zelândia. Foi criado em 2016 e estabeleceu uma série de métricas e ferramentas de visualização de dados projetadas para medir direitos civis e políticos e, mais recentemente, direitos econômicos e sociais e permitir comparações entre diferentes países.
Ele se baseia no trabalho do CIRI Human Rights Data Project, e K. Chad Clay da Universidade da Geórgia, que foi codiretor do CIRI, é cofundador do HRMI. Ele está particularmente preocupado com os profissionais de direitos humanos envolvidos no campo. Métricas que abrangem cinco direitos econômicos e sociais e sete direitos civis e políticos foram lançadas em 2018. Ele emprega o Índice de Cumprimento de Direitos Sociais e Econômicos desenvolvido na Universidade de Connecticut.